# Hiroshi Tetsuto
Hiroshi Tetsuto (født 28. september 1982) er en japansk fodboldspiller.
Han har spillet for flere forskellige klubber i sin karriere, herunder Sagan Tosu og Matsumoto Yamaga FC.